# Castello di Berwick
Il castello di Berwick è un castello in rovina sito a Berwick-upon-Tweed, nella contea del Northumberland ai confini fra Scozia e Inghilterra.

## Storia
Fu fondato nel XII secolo dal re scozzese Davide I. Fra il 1296 ed il 1298, il castello venne ricostruito dal re inglese Edoardo I che provvedette a fortificare anche la città. Nel corso dei secoli, proprio per il fatto di trovarsi sulla linea di confine, il castello passò a più riprese dagli scozzesi agli inglesi e viceversa a seguito delle guerre fra questi due popoli.

Nel XVI secolo, sotto il regno di Elisabetta I, il castello venne fortificato e vennero costruite due batterie di artiglieria semicircolari alla base delle due torri.

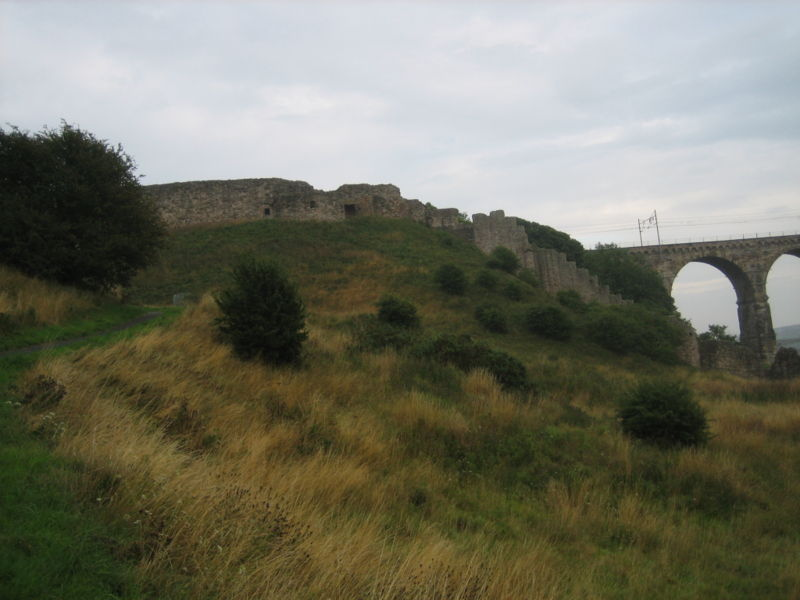
I ruderi delle mura del castello di Berwick.